# Franz Xaver Gruber (Politiker)

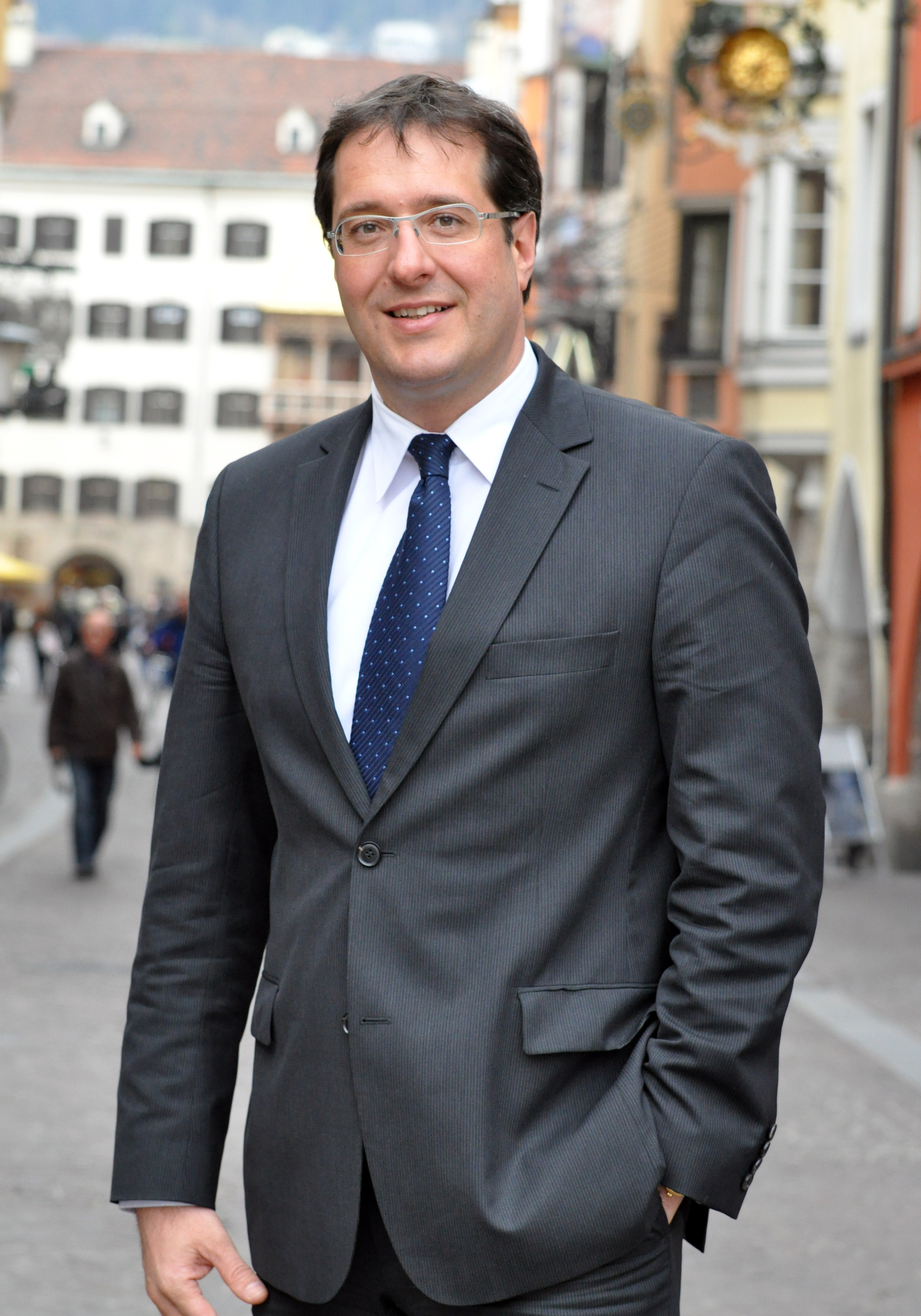
Franz X. Gruber (2011)

Franz Xaver Gruber (* 21. Jänner 1968 in Lienz) ist ein ehemaliger österreichischer Politiker (ÖVP) und war amtsführender Stadtrat und Vizebürgermeister in der Landeshauptstadt Innsbruck. Im August 2020 wechselte Gruber in die Privatwirtschaft.

## Leben
Gruber besuchte die Volksschule in Lienz und wechselte 1978 ans Gymnasium Lienz, wo er 1986 maturierte. Von 1986 bis 1992 studierte er Rechtswissenschaften an der Universität Innsbruck. In seinen Studienzeiten begann sich Franz Xaver Gruber politisch zu engagieren. Von 1987 bis 1988 war er als Sozialreferent der Österreichischen Hochschülerschaft an der Uni Innsbruck tätig. Von 1988 bis 1990 war er Chefredakteur der Studentenzeitung „Unipress“ und Pressereferent der Österreichische Hochschülerinnen- und Hochschülerschaft (ÖH), wurde 1991 Geschäftsführer der Studia (Studentenförderungsgesellschaft mbH) und arbeitete von 1992 bis 1993 als Redakteur bei der Tiroler Bauernzeitung. 1994 wurde Gruber Geschäftsführer der Innsbrucker Volkspartei und wechselte 2003 als Organisationsreferent in die VP-Landespartei.
2006 absolvierte Gruber an der Bayerischen Akademie für Werbung und Marketing (BAW) in München eine Weiterbildung zum Public Relations-Fachwirt BAW und arbeitete bis 2010 als Kommunikationsberater bei der Firma hofherr communikation.
Seit seiner Studienzeit ist er Mitglied der katholischen Studentenverbindungen Raeto-Bavaria im ÖCV, und der Mittelschulverbindungen Andechs und Lebenberg im Tiroler Mittelschülerverband sowie der Helvetia Oenipontana des Schweizerischen Studentenvereins. Ebenfalls Mitglied ist er in der Schützenkompanie Mühlau, dem Tiroler Jägerverband und bei der Bruderschaft St. Christoph. Seit 2011 ist er Präsident des Fußballclubs FC Veldidena und seit März 2017 auch Obmann desselben.
Er ist Rechnungsprüfer-Stellvertreter des Urban Forum Egon Matzner-Institut für Stadtforschung.
Franz Xaver Gruber ist Vater von zwei Kindern.

## Politik
In seinen Studienzeiten begann sich Franz Xaver Gruber politisch zu engagieren und wirkte als Sozialreferent der Österreichischen Hochschülerschaft an der Uni Innsbruck. 1990 wurde er zum Vorsitzenden der ÖH an der Universität Innsbruck gewählt. Diese Funktion übte er bis 1992 aus.
Seit 2006 ist er Mitglied des Innsbrucker Gemeinderates, ab 2007 war er Stadtparteiobmann der Innsbrucker Volkspartei. Von 2007 bis 2009 war er zudem Landesvorsitzender der Gewerkschaft für Kunst, Medien, Sport und freie Berufe im Österreichischen Gewerkschaftsbund.
Von 22. April 2010 bis 15. April 2012 war Gruber 1. Vizebürgermeister von Innsbruck. Er war zuständig für Soziales und Jugendwohlfahrt, Grünanlagen sowie Land- und Forstwirtschaft. Nach der Gemeinderatswahl 2012 wurde die Innsbrucker Volkspartei, obwohl die stimmenstärkste Fraktion im Gemeinderat, in die Opposition gedrängt. Seit 16. Mai 2012 war Gruber daher als Stadtrat ohne Amtsführung Mitglied des Stadtsenates der Landeshauptstadt Innsbruck tätig. Auf Landesebene engagierte sich Gruber beim Tiroler Sozialmarkt und ist Mitglied im Beirat der Tiroler Arbeitsmarktförderung sowie beim Tiroler Beschäftigungsverein. Im Rahmen der Zusammenarbeit im österreichischen Städtebund war Gruber Mitglied im Sozial- und Umweltausschuss. Am 14. April 2015 wurde Gruber zum Rechnungsprüfer in der Landesgruppe Tirol des Österreichischen Städtebunds für die Periode 2015 bis 2017 bestellt.
Aufgrund der angespannten Finanzsituation der Landeshauptstadt Innsbruck (Neuverschuldung) und der schwierigen geopolitischen Lage (Asylkrise) kam es am 3. Dezember 2015 zur Umbildung der Stadtregierung. Bürgermeisterin Christine Oppitz-Plörer (FI) holte die Innsbrucker Volkspartei in die Regierung. Die neue Ressortverteilung an die ÖVP-Stadträte wurde vom Gemeinderat mit nur 5 Gegenstimmen beschlossen. Stadtrat Franz X. Gruber ist zuständig für die Ressorts Flüchtlingskoordination, Tourismus, Gesundheit sowie für die Land- und Forstwirtschaft.
Die Geschäftsleitung des Städtebundes hat am 67. Österreichischen Städtetag am 17. Mai 2017 in Zell am See StR Franz X. Gruber einstimmig als Mitglied in den Kongress der Gemeinden und Regionen Europas, einem Organ des Europarates, nominiert.
Nach der Gemeinderatswahl am 22. April 2018 formierte sich für die neue Innsbrucker Stadtregierung eine Viererkoalition, bestehend aus Grüne, Für Innsbruck, ÖVP und SPÖ. Bei der konstituierende Gemeinderatssitzung am 24. Mai 2018 wurde Gruber zum zweiten Vizebürgermeister der Stadt Innsbruck gewählt. Er ist für die laufende Periode zuständig für die Politikfelder Tourismus, Soziales, Kinder- und Jugendhilfe, Gesundheit, Markt- und Veterinärwesen, Land- und Forstwirtschaft, allgemeine Sicherheit und für die Berufsfeuerwehr.
Am 15. August 2018 wurde in der Sitzung der Tiroler Landesregierung auf Vorschlag der Landesgruppe Tirol des Österreichischen Städtebundes Franz X. Gruber zum Mitglied der Gesundheitsplattform des Tiroler Gesundheitsfonds bestellt.
Seit 2007 hatte Gruber die Funktion des Stadtparteiobmannes inne, am 24. Juni 2019 beim außerordentlichen Stadtparteitag auf der Villa Blanka trat er nicht mehr zur Wahl an. Bereits seit Jänner 2019 war KO GR Christoph Appler als geschäftsführender Obmann für die Stadtpartei tätig. Appler wurde mit 89,21 % der Delegiertenstimmen zu seinem Nachfolger gewählt. Gruber wurde mit Standing Ovations verabschiedet.
Als Christine Oppitz-Plörer aufgrund des finanziellen Debakels beim Bau der neuen Patscherkofelbahn als erste Vizebürgermeisterin vom Gemeinderat abgewählt wurde, kam es zu einem Novum in der Innsbrucker Stadtgeschichte: Von 11. Oktober 2019 bis zur Neubestellung des Amtes Mitte November 2019 war Gruber zwar immer noch zweiter Vizebürgermeister der Stadt Innsbruck, aber auch gleichzeitig der einzige Vize.
Am 27. Feber 2020 legte Gruber sein Amt als Vizebürgermeister nieder und schied aus der Politik aus. „Ich habe gestern mein Amt als Vizebürgermeister übergeben und wurde sehr würdig und anerkennend von den KollegInnen im Gemeinderat verabschiedet, dafür ein herzliches Danke! Ich konnte in den 20 Jahren im Gemeinderat und 10 Jahren im Stadtsenat doch einige Spuren in Innsbruck hinterlassen, ich schaue positiv und mit Dankbarkeit zurück, mir hat die Arbeit für die Menschen in Innsbruck immer Sinn gegeben und Freude gemacht“, zog damals Gruber Bilanz über sein politisches Wirken in der Innsbrucker Kommunalpolitik.
Im August 2020 wechselte Franz X. Gruber in die Privatwirtschaft und in den Vorstand der der Schröcksnadel-Gruppe, d. h. die feratel media technologies AG mit ihren sitour Gesellschaften sowie die Vereinigte Bergbahnen GmbH verstärken. Franz Gruber wird neben der Analyse und Optimierung von Geschäftsprozessen, der strategischen Steuerung und Koordination von Projekten auch Ansprechpartner für interne und externe Themen sowie Fragestellungen und damit die Geschäftsführung wesentlich unterstützen. Zum Nachfolger von Gruber als Zweiter Vizebürgermeister von Innsbruck wurde Johannes Anzengruber gewählt.
2021 wurde Gruber zum Obmann des Tiroler Kameradschaftsbundes gewählt.

## Kritik
Im Herbst 2011 wurde von politischen Mitbewerbern in lokalen Medien kritisiert, Gruber habe angeblich im Rahmen seiner beruflichen Tätigkeit für die Firma "Hofherr Communikations" gegen die Interessen der Stadt Innsbruck, in deren Gemeinderat er saß, Lobbyismus betrieben. Die Vorwürfe bezogen sich auf ein öffentlich bekannt gewordenes firmeninternes E-Mail, in dem Gruber sein Vorhaben umreißt.
Gruber sah damals keine "unbotmäßige Vermischung" von politischem Mandat und PR Tätigkeit. Die vorgebrachten Vorwürfe lösten auch keine juristischen Folgen bzw. Verfahren aus.